# 第108独立山岳強襲大隊 (ウクライナ陸軍)
第108独立山岳強襲大隊（だい108どくりつさんがくきょうしゅうだいたい、ウクライナ語: 108-й окремий гірсько-штурмовий батальйон）は、ウクライナ陸軍の大隊のひとつ。第10独立山岳強襲旅団隷下。

## 概要
2016年12月5日、第10独立山岳強襲旅団隷下の独立大隊として、イヴァーノ＝フランキーウシク州デリヤティンで創設された。
2017年3月から、ドンバス戦争に投入され、東部ドネツィク州、ルハーンシク州の前線に配置された。
2018年8月24日、ペトロ・ポロシェンコ大統領から、第8独立山岳強襲大隊、第109独立山岳強襲大隊と共に軍旗を授与され、 第10独立山岳強襲旅団がウクライナ軍で隷下の全独立部隊が軍旗を授与された初めての部隊となった。

### ロシアのウクライナ侵攻
2022年3月、東部ドネツィク州マリウポリ地区に配備された。

#### 東部リシチャンシクの戦い
2022年6月下旬、東部ルハーンシク州セヴェロドネツィク地区リシチャンシクに配備されていたが、団員320人が戦死し、30人が降伏して捕虜となり、部隊が全滅したとロシア国防省が発表した。

#### 東部シヴェルシクの戦い
2022年7月下旬、東部ドネツィク州バフムート地区シヴェルシクに配備されている。

## 編制
- 大隊本部（チェルニウツィー）
- 第1中隊
- 第2中隊
- 第3中隊
- 偵察小隊
- 工兵小隊
- 後方支援隊